# بوريس كوستودييف
بوريس ميخائيلوفيتش كوستودييف (7 فبراير 1878 - 28 مارس 1927) (الروسية: Бори́с Миха́йлович Кусто́диев) هو رسام ومصمم مسرحي روسي.

## مسيرته
ولد بوريس كوستودييف في أستراخان. توفي والده شابا، ووقعت جميع الأعباء المالية والمادية على أكتاف أمه. استأجرت عائلة كوستودييف جناحًا صغيرًا في منزل تاجر ثري.
من 1896 حتى 1903، كان يحضر ورشة عمل للرسام إيليا ريبين في الأكاديمية الإمبراطورية للفنون في سانت بطرسبرغ.

## أعمال مختارة

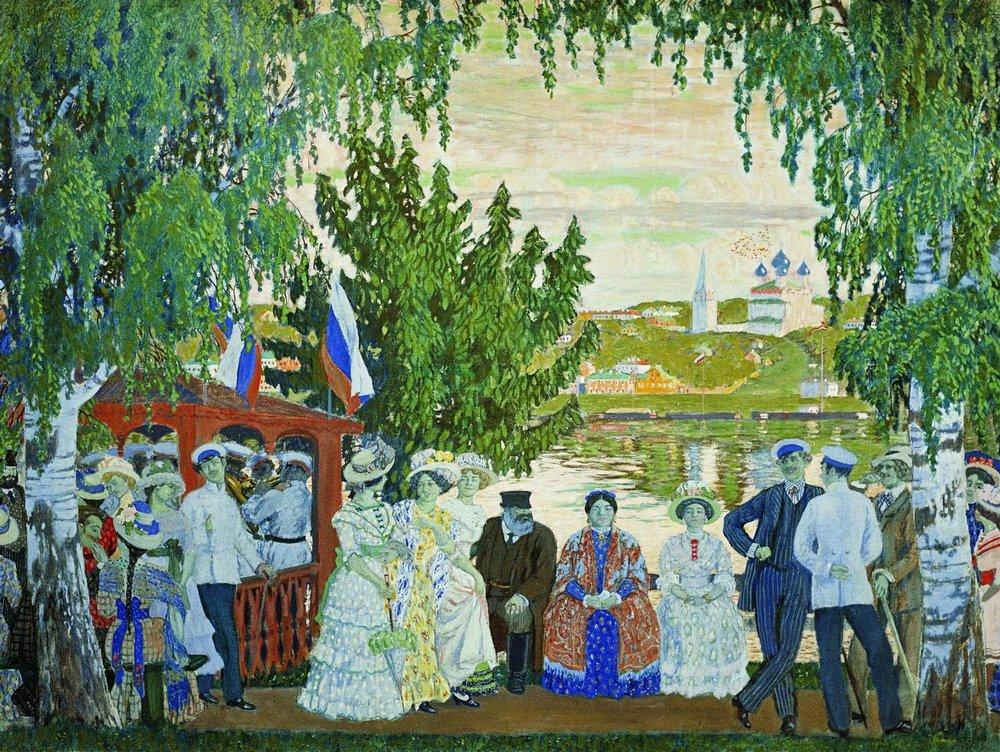
تنزه على طول نهر الفولغا 2 (1909)
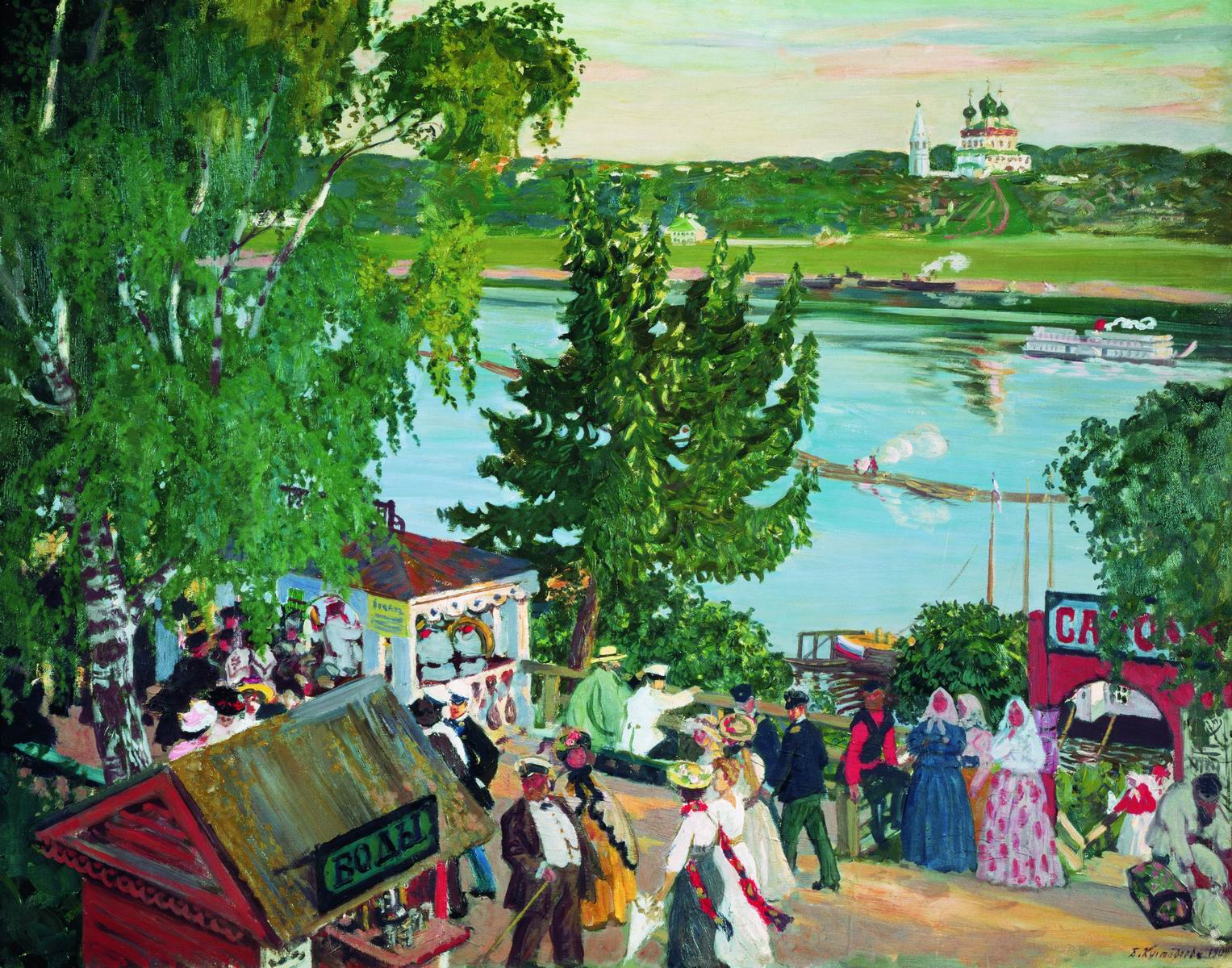
تنزه على طول نهر الفولغا (1909)
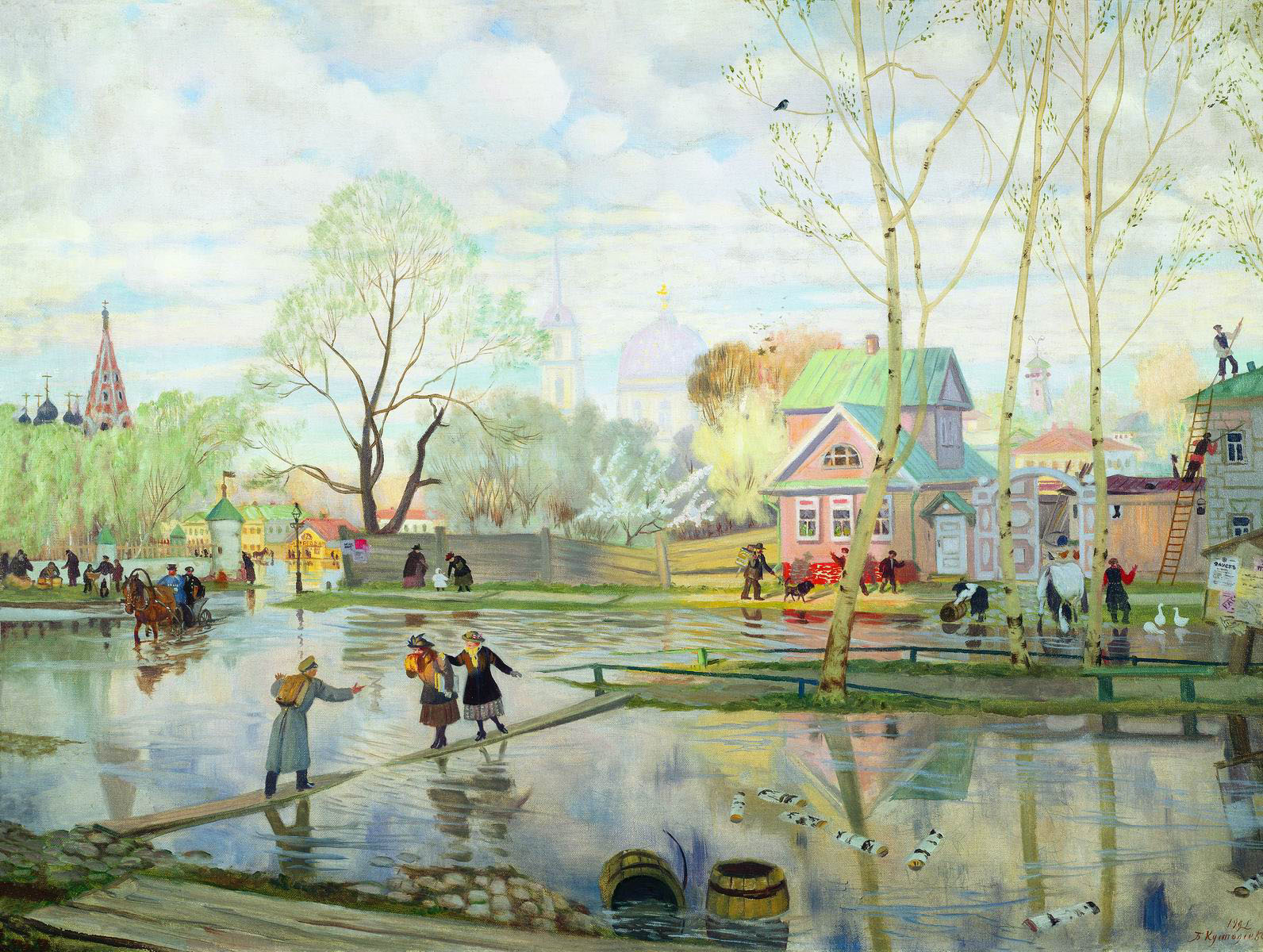
الربيع
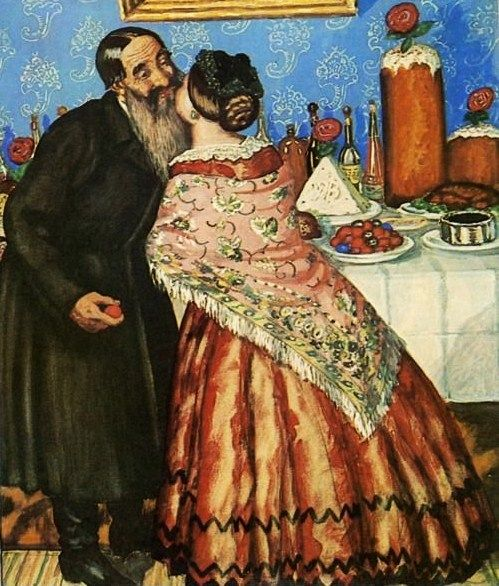
تحيات عيد الفصح (1912)
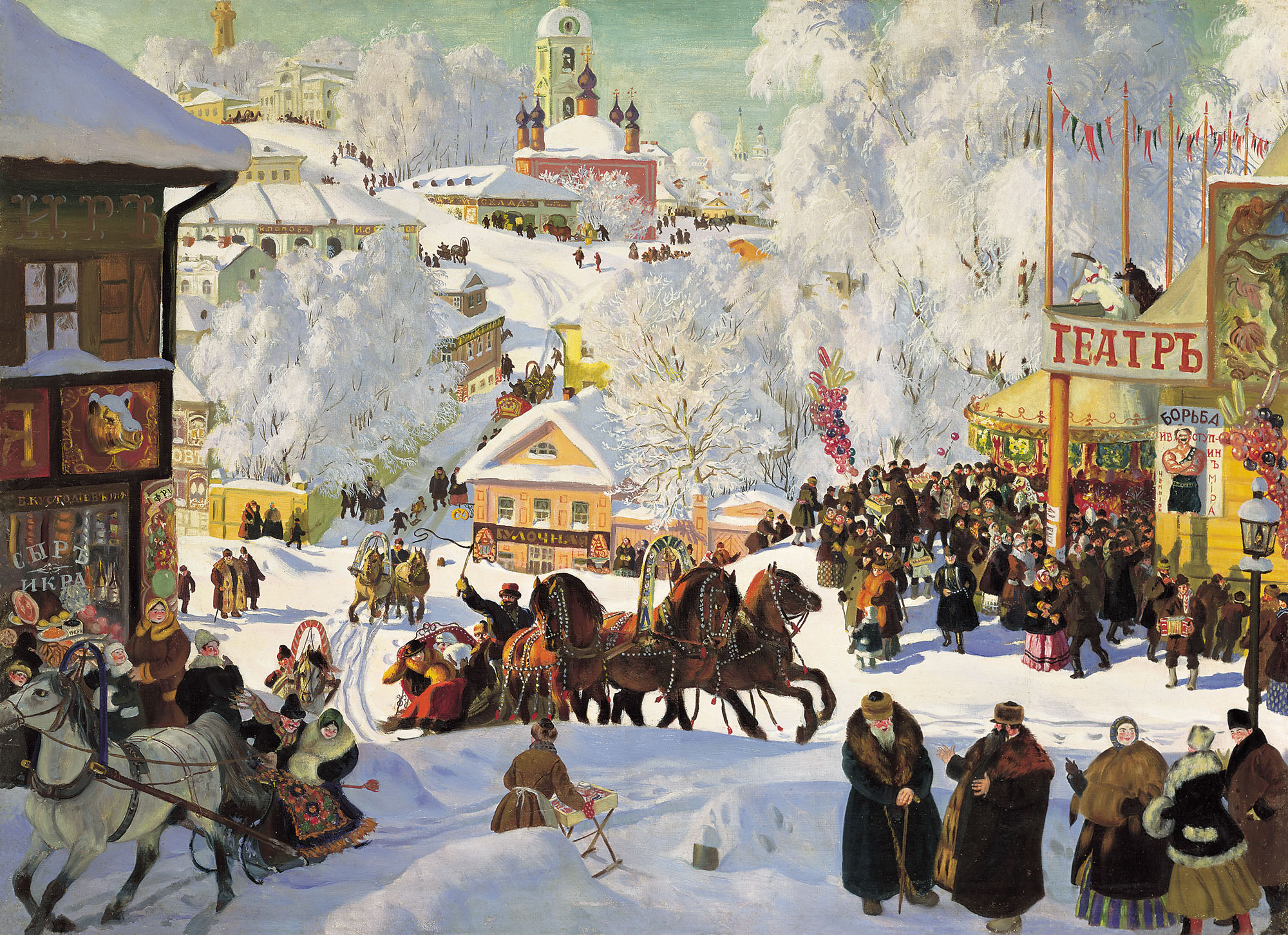
فطيرة الثلاثاء (1919)
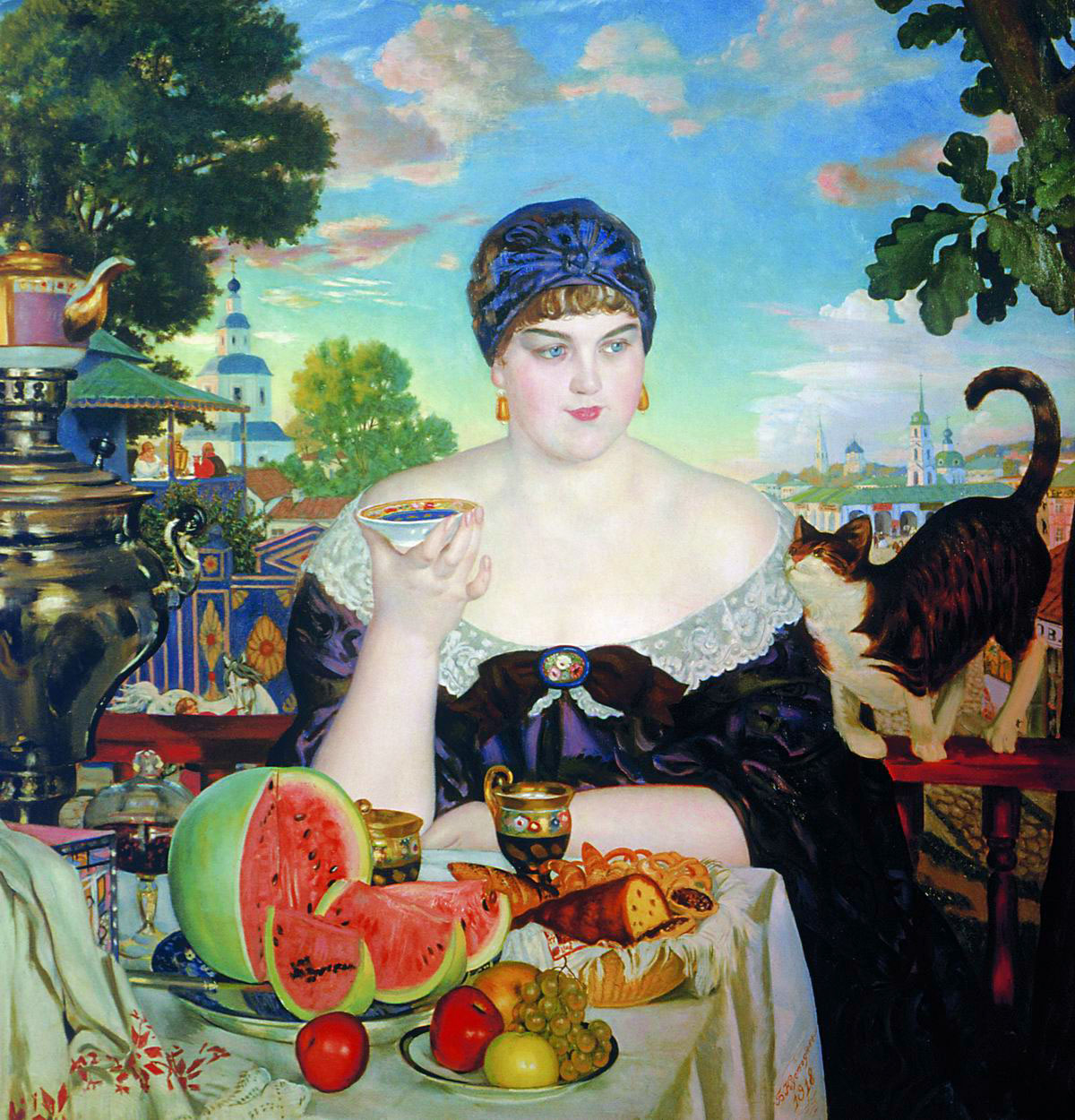
زوجة التاجر (1918)
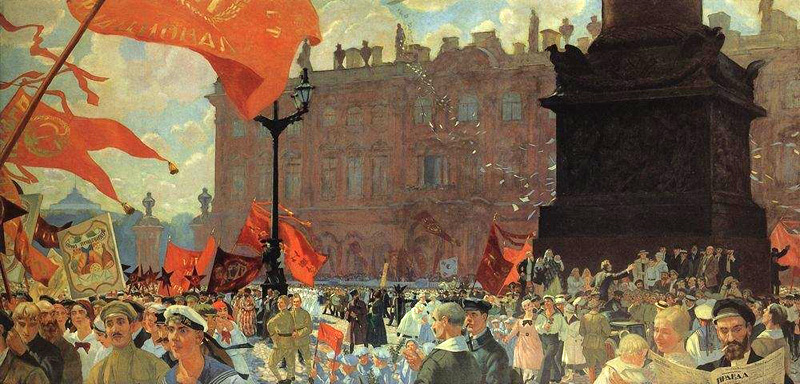
مهرجان المؤتمر الثاني للكومنترن (1921)

صور أشخاص
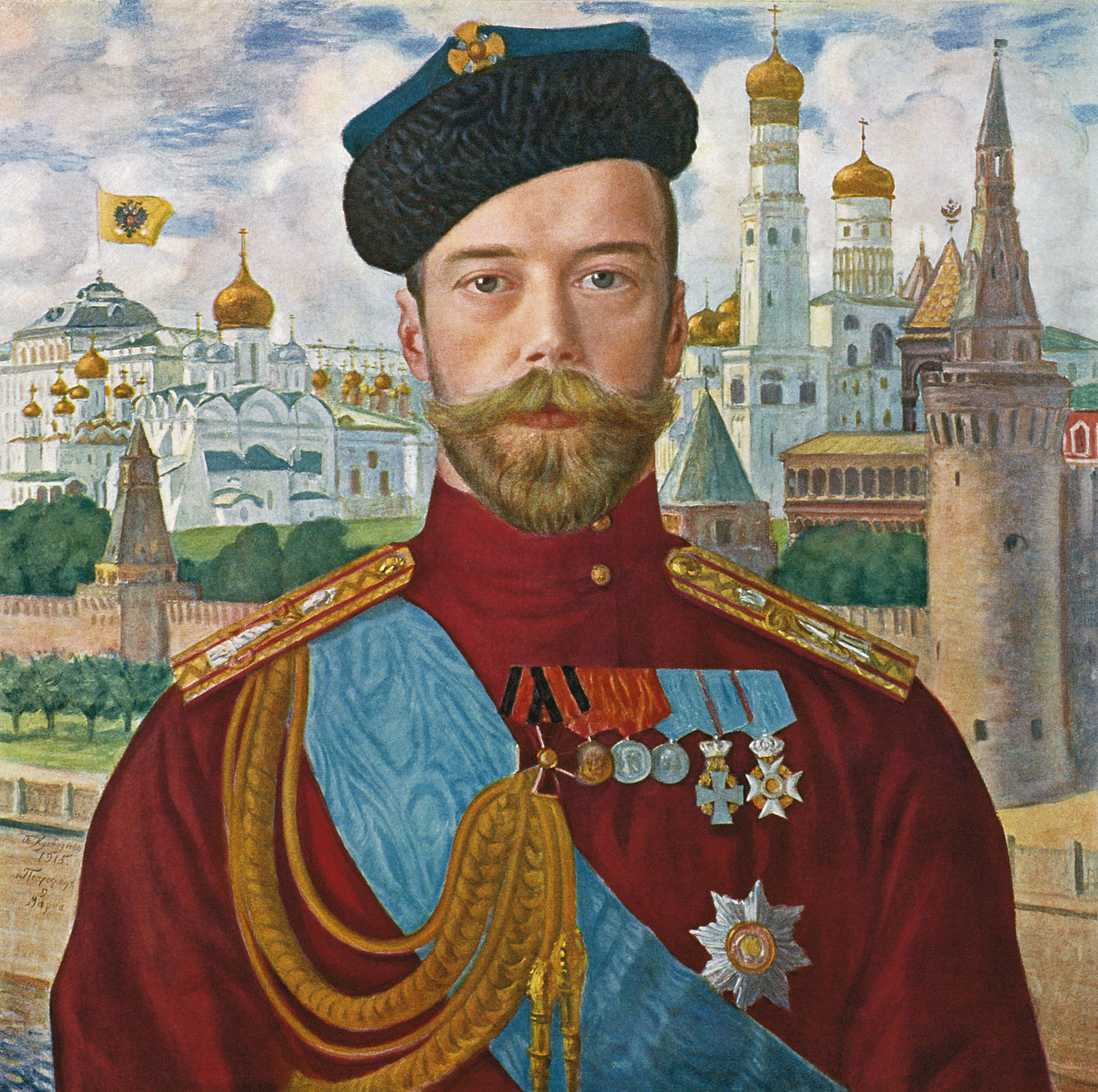
القيصر نيقولا الثاني (1915)
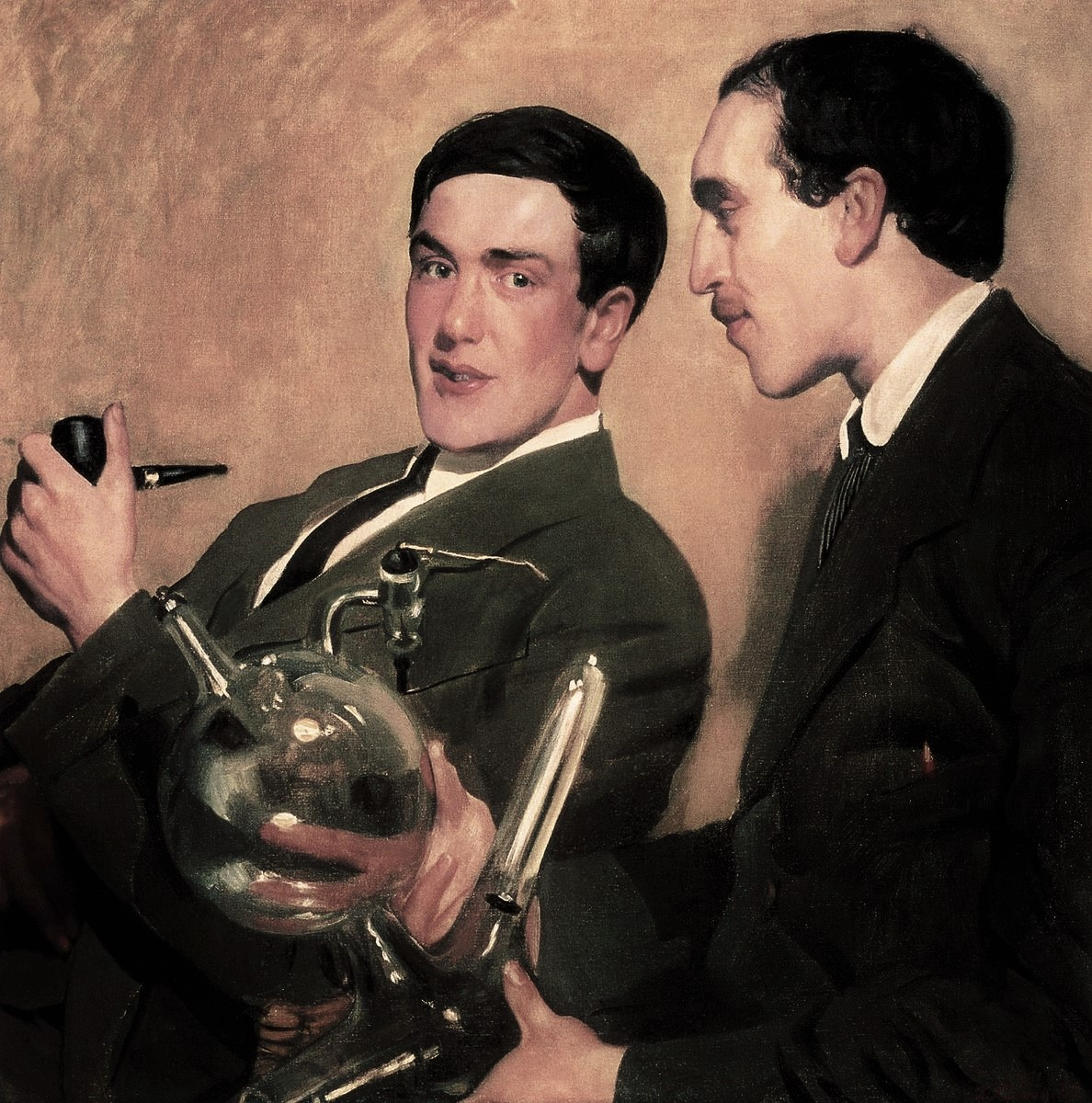
كابيتسا وسيميونوف (1921)
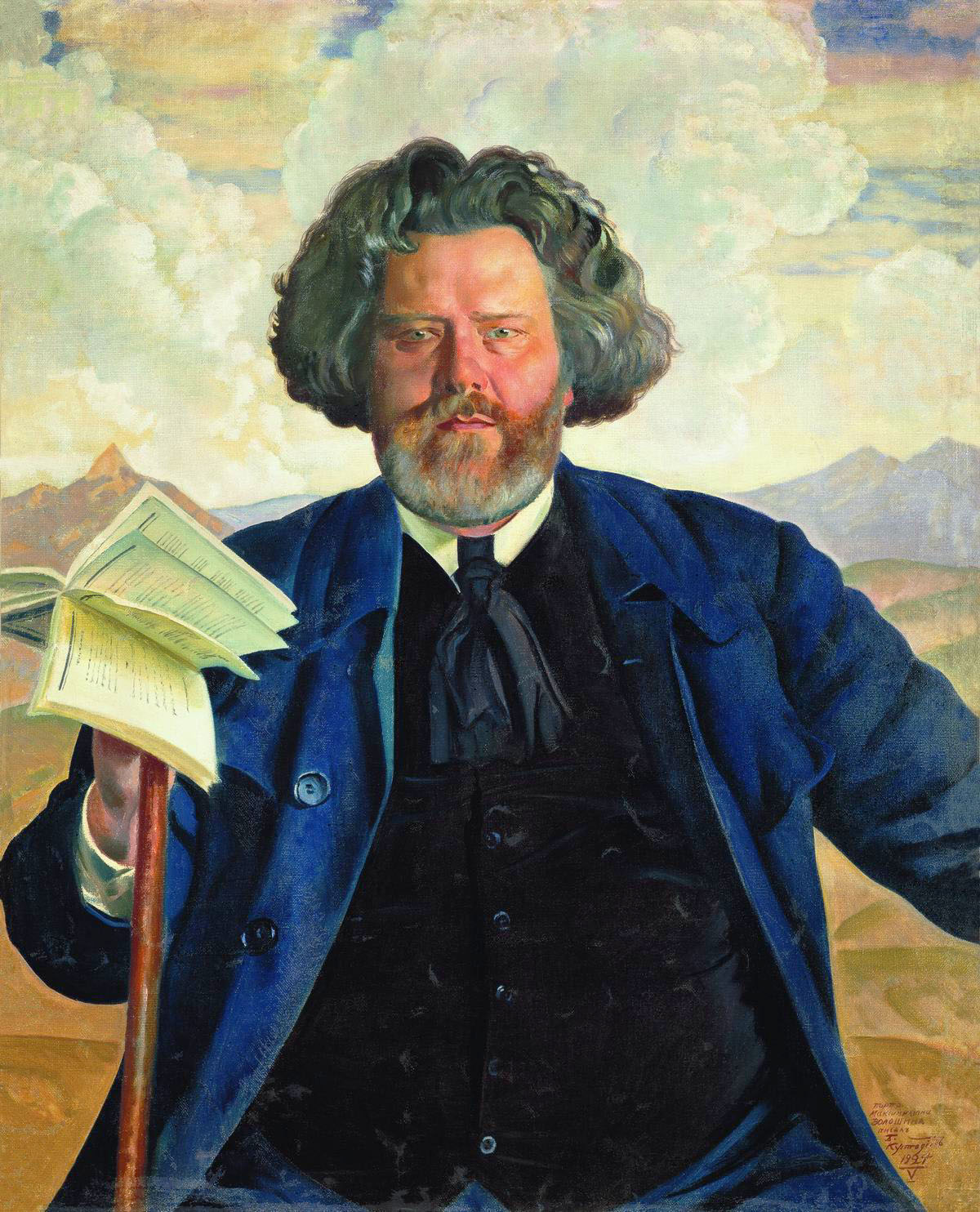
ماكسيميليان فولوشين (1924)

## روابط خارجية
- بوريس كوستودييف على موقع ميوزك برينز (الإنجليزية)
- بوريس كوستودييف على موقع ديسكوغز (الإنجليزية)
- Boris Kustodiev at WikiGallery.org